# リョクシャ化計画2023-2024
『リョクシャ化計画2023-2024』（リョクシャかけいかくニイゼロニイサンニイゼロニイヨン）は、日本のポップ・ロック・バンドである緑黄色社会が2023年12月から2024年1月にかけて開催したアリーナツアー。2024年5月15日に1月7日の日本ガイシホール公演の模様を収録した映像作品『リョクシャ化計画2023-2024 at 日本ガイシホール』（リョクシャかけいかくニイゼロニイサンニイゼロニイヨン アット にほんガイシホール）が発売された。

## 経緯

### 開催の発表 - ツアー当日
2023年7月4日、自身初となるアリーナ規模での単独ツアー『リョクシャ化計画2023-2024』の開催を発表。『リョクシャ化計画』と題したツアーは2018年から2020年と2022年を除く年で開催されており、メンバーはデビュー時から同タイトルでのアリーナツアーの開催を考えていた。実際にアリーナツアーを開催するにあたり、タイトル決めの際に『リョクシャ化計画』が最初に挙がり、満場一致で決定した。長屋晴子は『音楽ナタリー』の取材の中で、ツアーについて「いろんな場所をリョクシャ化する」というもともとの意味に立ち返りたかったし、いいツアーにしたいですねと語っている。セットリストについて、穴見真吾は「このアルバムから重点的に」という感じではないですと語り、長屋はここまで自由度の高いセットリストを組んだのはひさしぶりですねと語っている。
ツアーの演出については早い段階で打ち合わせが行なわれ、長屋は自分たちもお客さんとして何度もアリーナ規模のライブを観てきたし、その中で印象に残っている演出や「こういうことをやってみたいです」という希望を伝えて、夢を実現させたいなとと語っている。
ツアーは横浜アリーナ（2023年12月15日・16日）、日本ガイシホール（2024年1月7日・8日）、大阪城ホール（2024年1月13日・14日）の3会場6公演で開催され、約6万人を動員した。また、2024年1月7日の日本ガイシホール公演はWOWOWで生中継された。

### 映像作品の発売
2024年2月28日、5月15日に映像作品『リョクシャ化計画2023-2024 at 日本ガイシホール』を発売することを発表。完全生産限定盤（Blu-ray+DVD+大判フォトブックブックレット）、通常盤（Blu-ray）、通常盤（DVD）の3形態で発売され、Blu-ray・DVD共にメンバーの地元である愛知県の日本ガイシホール公演からの初日公演の模様と、ツアー・ドキュメンタリーを含む3つの特典映像が収録された。この発表と同日に本作から「花になって」のライブ映像がバンドの公式YouTubeチャンネルで公開された。
発売前の5月11日には本作のプレミアム上映会が10箇所の映画館で行なわれた。発売後の5月27日には「始まりの歌」のライブ映像が公開された。

## 評価
ツアーの最終日となる1月14日の大阪城ホール公演のライブレポ―トを手がけた音楽ライターの高橋智樹は類稀なるライブバンドとしての先鋭的な表現力と、今や国民的アーティストとして愛されるポップ感の両方を強く印象づけるものだったと評した。

## 演奏メンバー
緑黄色社会
- 長屋晴子 – Vocal & Guitar
- 小林壱誓 – Guitar
- peppe – Keyboard
- 穴見真吾 – Bass

サポートメンバー
- 比田井修 – Drums

このほか、一部楽曲の演奏でブラス・トリオやストリングス・カルテットが参加している。

## 収録映像
1. さもなくば誰がやる
2. S.T.U.D
3. 始まりの歌
4. マジックアワー
5. 幸せ
6. ピンクブルー
7. Starry Drama
8. あのころ見た光
9. 陽はまた昇るから
10. Re
11. それなりの生活
12. 花になって
13. Shout Baby
14. LITMUS
15. サマータイムシンデレラ
16. Landscape
17. Alice
18. sabotage
19. Mela!
20. 夢と悪魔とファンタジー
21. Bitter
22. キャラクター

特典映像
- Behind The Scenes of ARENA TOUR “RYOKUSHAKA KEIKAKU 2023-2024”
- 緑黄色社会 in 台湾 2023
- 真吾先生

## チャート成績
| チャート (2024年)                       | 最高位 |
| --------------------------------------- | ------ |
| 日本 (オリコンBlu-ray)                  | 6      |
| 日本 (オリコンDVD)                      | 6      |
| 日本 (オリコンミュージックDVD・Blu-ray) | 4      |